# 4041-es busz
A 4041-es jelzésű autóbuszvonal Kazincbarcika és Viszló között húzódó helyközi vonal, amelyet a Volánbusz Zrt. üzemeltet Edelény és Meszes érintésével.

## Útvonala
Kazincbarcika autóbusz-állomásról indul. Az Építők útján, a kórház felé halad, majd a Szent Flórián teret tűzi ki céljául. Innen Múcsony irányába megy tovább a 2606-os mellékúton, keresztezi a Miskolc–Bánréve–Ózd vasútvonalat. A Sajó fölött áthaladva éri el a települést. Itt jobbra kanyarodik a 27-es főút felé, melyet a vonal 12. kilométerénél érint. 3 kilométer múlva Edelény belterületére ér, majd a legrövidebb úton a város autóbusz állomására érkezik. Egyes munkanapi indítások az Edelény alsó (régebben Finke) vasúti megállóhelyig közlekednek. Az az egy szál a főút Szendrőlád felé tartó szakaszán megy tovább. A község után a környék egyik kisebbik városát, Szendrőt éri el, főbb vonalközi végállomás (Kazincbarcikáról ez a legtávolabbi pont, ahová átszállás nélkül el lehet jutni ebből az irányból). Ezt követi a szomszédos Szalonna, ahol a 2613-as mellékúton járja a borsodi utakat. A Rakaca-víztározó határában suhan el, szűk úton, egyetlen esetet kivéve Martonyi zsákfaluba kitérést tesz. A vonal 44. kilométerénél Meszesre hajt be, majd Rakaca faluba, aztán végső állomására, Viszlóra.
Ellentétes irányban legközelebb Meszesről van járat, változatlan útvonalon.

## Közlekedése
Indításszáma átlagos, egyetlen forda sem járja végig az egész útvonalat. A leghosszabb táv átszállásmentesen a Kazincbarcika – Szendrő (32 km) része. Míg Viszlóra tartó irányban több járat van, addig ellentétesen alig néhány. Edelényben helyijárati jelleggel is közlekedik (Autóbusz-állomás – Edelény alsó). Egyetlen szabadnapi indításán kívül csak munkanapokon lelhető fel. Az Edelény és Viszló közötti szakasz a 3708-as buszéval megegyezik.
| Viszonylat                                           | Indításszám | Közlekedési rend          |
| ---------------------------------------------------- | ----------- | ------------------------- |
| Kazincbarcika, aut. áll. – Edelény alsó vmh. bej. út | 1 oda       | tanítási napokon          |
| Kazincbarcika, aut. áll. – Edelény alsó vmh. bej. út | 1 pár       | tanszünetben munkanapokon |
| Kazincbarcika, aut. áll. ➝ Szendrő, Fő tér           | 1 oda       | munkanapokon              |
| Edelény, aut. áll. – Edelény alsó vmh. bej. út       | 1 vissza    | tanítási napokon          |
| Edelény, aut. áll. – Edelény alsó vmh. bej. út       | 1 pár       | tanszünetben munkanapokon |
| Szendrő, Fő tér ➝ Rakaca, bolt                       | 1 oda       | tanszünetben munkanapokon |
| Szendrő, Fő tér ➝ Viszló, bolt                       | 1 oda       | tanítási napokon          |
| Szalonna, bolt ➝ Viszló, bolt                        | 1 oda       | tanítási napokon          |
| Meszes, kh. ➝ Edelény, aut. áll.                     | 1 oda       | munkanapokon              |
| Martonyi, híd ➝ Szendrő, Fő tér                      | 1 oda       | szabadnapokon             |

## Megállóhelyei
| 0                                                               | Kazincbarcika, autóbusz-állomás végállomás                       | 0.0 km  | 3, 9 1054 3408, 3756, 3763, 3764, 3765, 3766, 3767, 3770, 3772, 3773, 4040, 4046, 4047, 4048, 4050, 4052, 4057, 4059, 4060, 4065, 4066, 4069, 4070, 4075, 4080, 4082, 4083, 4084, 4154                                                        |
| 1                                                               | Kazincbarcika, Ifjúmunkás tér                                    | 0.8 km  | 3 3408, 3756, 3763, 3764, 3765, 3770, 3772, 3773, 4040, 4044, 4047, 4048, 4050, 4052, 4057, 4059, 4060, 4065, 4066, 4069, 4070, 4075, 4080, 4082, 4083, 4084, 4153                                                                            |
| 2                                                               | Kazincbarcika, kórház                                            | 1.2 km  | 3 1054 3408, 3756, 3763, 3764, 3765, 3770, 3772, 3773, 4040, 4044, 4047, 4048, 4050, 4052, 4057, 4059, 4060, 4065, 4066, 4069, 4070, 4075, 4080, 4082, 4083, 4084, 4153                                                                       |
| 3                                                               | Kazincbarcika, városháza                                         | 1.6 km  | 3 1369, 1384, 1410, 1411 3756, 3763, 3764, 3765, 3770, 3772, 3773, 4040, 4044, 4047, 4048, 4050, 4052, 4059, 4060, 4063, 4065, 4067, 4069, 4070, 4075, 4080, 4082, 4083, 4084                                                                 |
| 4                                                               | Kazincbarcika, központi iskola                                   | 2.0 km  | 3756, 3763, 3764, 3765, 3770, 3772, 3773, 4040, 4044, 4047, 4048, 4050, 4052, 4059, 4060, 4063, 4065, 4067, 4069, 4070, 4075, 4080, 4082, 4083, 4084                                                                                          |
| 5                                                               | Kazincbarcika, temető                                            | 2.7 km  | 3756, 3763, 3764, 3765, 3766, 3767, 3770, 3772, 3773, 4040, 4044, 4046, 4047, 4048, 4050, 4052, 4059, 4060, 4063, 4065, 4066, 4067, 4069, 4070, 4075, 4080, 4082, 4083, 4084                                                                  |
| 6                                                               | Kazincbarcika, Szent Flórián tér autóbusz-váróterem              | 3.6 km  | 1054, 1369, 1384, 1410, 1411 3756, 3763, 3764, 3765, 3766, 3767, 3769, 3770, 3772, 3773, 4040, 4043, 4044, 4045, 4046, 4047, 4048, 4050, 4052, 4059, 4060, 4063, 4065, 4066, 4067, 4069, 4070, 4075, 4079, 4080, 4081, 4082, 4083, 4084, 4194 |
| 7                                                               | Kazincbarcika, VGV telep                                         | 4.3 km  | 3769, 3772, 4040, 4043, 4044, 4069, 4070, 4075, 4078, 4079, 4080, 4081, 4082, 4083, 4084 személyvonat – Kazincbarcika alsó [92.] |
| 8                                                               | Szeles IV. akna                                                  | 6.0 km  | 3772, 4040, 4043, 4044, 4069, 4070, 4075, 4078, 4079, 4080, 4081, 4082, 4083, 4084 |
| 9                                                               | Múcsony, kazincbarcikai elágazás                                 | 7.4 km  | 3769, 3772, 4040, 4043, 4044, 4069, 4070, 4075, 4078, 4079, 4080, 4081, 4082, 4083, 4084 |
| 10                                                              | Múcsony, Kossuth utca                                            | 8.0 km  | 3772, 3774, 4040, 4043, 4044, 4095 |
| 11                                                              | Múcsony, posta                                                   | 9.0 km  | 3772, 3774, 4040, 4043, 4044, 4095 |
| 12                                                              | Múcsony, Deák Ferenc utca 50.                                    | 10.1 km | 3772, 3774, 4040, 4043, 4044, 4095 |
| 13                                                              | IV. akna bejárati út                                             | 12.1 km | 3772, 3774, 4040, 4043, 4044, 4095 |
| 14                                                              | Edelény, kollégium                                               | 14.6 km | 3704, 3707, 3708, 3709, 3711, 3772, 3774, 3775, 3793, 4040, 4043, 4044, 4095 |
| 15                                                              | Edelény, bányász lakótelep                                       | 15.0 km | 3704, 3707, 3708, 3709, 3711, 3772, 3774, 3775, 3793, 4040, 4043, 4044, 4095 |
| 16                                                              | Edelény, Szentpéteri utca 6.                                     | 15.7 km | 3704, 3707, 3708, 3709, 3711, 3772, 3774, 3775, 3793, 4040, 4043, 4044, 4095 |
| 17                                                              | Edelény, kórház bejárati út                                      | 16.6 km | 3704, 3707, 3708, 3709, 3711, 3772, 3774, 3775, 3793, 4040, 4043, 4044, 4095 |
| 18                                                              | Edelény, kastély bejárati út                                     | 17.2 km | 3704, 3707, 3708, 3709, 3711, 3772, 3774, 3775, 3793, 4040, 4043, 4044, 4093, 4095 |
| 19                                                              | Edelény, autóbusz-állomás vonalközi végállomás                   | 17.6 km | 3703, 3704, 3707, 3708, 3709, 3711, 3713, 3772, 3774, 3775, 3776, 3793, 3795, 4040, 4043, 4044, 4092, 4093, 4094 |
| Tanítási napokon 2; tanszünetben munkanapokon 4 indítás érinti. |                                                                  |         | |
| ∫                                                               | Edelény, KIG telep                                               | ∫       | 3703, 3772, 3776, 3795, 4044, 4094 |
| ∫                                                               | Edelény-Finke, bolt                                              | ∫       | 3703, 3772, 3776, 3795, 4044, 4094 |
| ∫                                                               | Edelény alsó vasúti megállóhely bejárati út vonalközi végállomás | ∫       | 3703, 3772, 3776, 3795, 4044, 4094 személyvonat – Edelény alsó [94.] |
| 20                                                              | Edelény, Borsodi utca 70.                                        | 18.5 km | 3703, 3704, 3707, 3708, 3709, 3775, 3776, 3793, 3795, 4040, 4043, 4092, 4093, 4094 |
| 21                                                              | Edelény, Borsodi iskola                                          | 19.3 km | 3703, 3704, 3707, 3708, 3709, 3775, 3776, 3793, 3795, 4043, 4092, 4093, 4094 |
| 22                                                              | Szendrőlád vasúti megállóhely bejárati út                        | 22.7 km | 3703, 3704, 3707, 3708, 3709, 3775, 3793, 4093 személyvonat – Szendrőlád [94.] |
| 23                                                              | Szendrőlád, sportpálya                                           | 23.7 km | 3703, 3704, 3707, 3708, 3709, 3775, 3793, 4093 |
| 24                                                              | Szendrőlád, községháza                                           | 24.4 km | 3703, 3704, 3707, 3708, 3709, 3775, 3793, 4093 |
| 25                                                              | Szendrőlád, autóbusz-forduló                                     | 25.1 km | 3703, 3704, 3707, 3708, 3709, 3775, 3793, 4093 |
| 26                                                              | Büdöskútpuszta                                                   | 28.3 km | 3703, 3704, 3707, 3708, 3709, 3775, 3793, 4093 személyvonat – Büdöskútpuszta [94.] |
| 27                                                              | Szendrő, vásártér                                                | 31.1 km | 3703, 3704, 3707, 3708, 3709, 3775, 3793, 4093 |
| 28                                                              | Szendrő, galvácsi elágazás                                       | 32.0 km | 3703, 3704, 3707, 3708, 3709, 3775, 3793, 4081, 4082, 4083, 4084, 4092, 4093, 4120 |
| 29                                                              | Szendrő, Fő tér vonalközi végállomás                             | 32.4 km | 3703, 3704, 3707, 3708, 3709, 3775, 3793, 4081, 4082, 4083, 4084, 4092, 4093, 4120 |
| 30                                                              | Szendrő, mezőgazdasági telep                                     | 34.0 km | 3704, 3707, 3708, 3709, 3775, 4081, 4082, 4083, 4084 |
| 31                                                              | Csehipuszta                                                      | 35.2 km | 3704, 3707, 3708, 3709, 3775, 4081, 4082, 4083, 4084 |
| 32                                                              | Szalonna, bolt vonalközi végállomás                              | 37.8 km | 3703, 3704, 3707, 3708, 3709, 3775, 4081, 4082, 4083, 4084, 4121 |
| 33                                                              | Szalonna, iskola                                                 | 38.1 km | 3708, 4083, 4121 |
| 34                                                              | Szalonna, Petőfi Sándor utca 88.                                 | 38.8 km | 3708, 3709, 4082, 4083, 4121 |
| 35                                                              | Rakacavölgyi víztároló                                           | 39.9 km | 3708, 3709, 4082, 4083, 4121 |
| 36                                                              | Martonyi elágazás                                                | 40.9 km | 3708, 3709, 4082, 4083, 4121 |
| Naponta 1 indítás nem érinti.                                   |                                                                  |         | |
| 37                                                              | Martonyi, híd vonalközi végállomás                               | 42.4 km | 3708, 3709, 4082, 4083, 4121 |
| 38                                                              | Martonyi elágazás                                                | 43.9 km | 3708, 3709, 4082, 4083, 4121 |
| 39                                                              | Üdülőtelep bisztró                                               | 44.6 km | 3708, 3709, 4082, 4083, 4121 |
| 40                                                              | Karolamajor                                                      | 45.6 km | 3708, 3709, 4082, 4083, 4121 |
| 41                                                              | Meszes, Fő utca 64.                                              | 47.4 km | 3708, 3709, 4082, 4083, 4121 |
| 42                                                              | Meszes, községháza vonalközi végállomás                          | 48.1 km | 3708, 3709, 4083, 4121 |
| 43                                                              | Rakacaszend, autóbusz-váróterem                                  | 54.3 km | 3708, 3709, 4083, 4121 |
| 44                                                              | Rakaca, bolt vonalközi végállomás                                | 60.2 km | 3708, 3709, 3717, 3719, 4083, 4121 |
| 45                                                              | Rakaca, községháza                                               | 60.6 km | 3708, 3709, 3717, 3719, 4083, 4121 |
| 46                                                              | Viszló, bolt végállomás                                          | 64.1 km | 3708, 3709, 3717, 3719, 4083, 4121 |